# Чевик, Фатмагюль
Фатмагюль Чевик (туркм. Fatmagül Çevik ; 5 октября 2005) — турецкая тяжелоатлетка, бронзовый призёр чемпионата Европы 2024 года. Призёр юношеских и юниорских чемпионатов мира. 

## Карьера
Фатмагюль Чевик начала заниматься тяжелой атлетикой в 2013 году. Она представляет клуб Sparta Belediye S.K. в своем родном городе.
В 2021 году завоевала бронзовую медаль в весовой категории свыше 81 кг на молодежном чемпионате мира в Джидде, в Саудовской Аравии. В весовой категории свыше 81 кг на молодежном чемпионате мира 2022 года в Леоне, в Мексике, она завоевала три серебряные медали.
В феврале 2024 года дебютировала на взрослом чемпионате Европы в Софии и завоевала бронзовую медаль по сумме двух упражнений с результатом 238 кг. В упражнении толчок она стала третьей (131 кг).

## Достижения
Чемпионат Европы
| Результат | Вес         | Год  | Место соревнований | Рывок | Толчок | Общий вес |
| Бронза    | свыше 81 кг | 2024 | София, Болгария    | 107,0 | 131,0  | 238,0     |